# Веденеев, Сергей Геннадьевич
Серге́й Генна́дьевич Ведене́ев (5 августа 1957, Ленинград, СССР) — советский и российский футболист и тренер, полузащитник и защитник, мастер спорта СССР (1982).

## Биография
Вышел из дворового футбола. В 1969 году, когда находился в пионерском лагере ЛОМО, команда лагеря проводила товарищеский матч с воспитанниками школы «Зенита». Главный тренер детской команды «Зенита» Станислав Петрович Завидонов обратил внимание на выносливого игрока соперников, Сергея Веденеева, и после матча пригласил в свою команду. Веденеев согласился и стал заниматься в зенитовской школе.
С 1974 — в дубле «Зенита», но уже на следующий год отчислен из команды.
Сергей на некоторое время ушёл из футбола, поступил в политехнический институт, на физико-металлургический факультет. 
В 1976 году Веденеев приглашают в ленинградское «Динамо», однако и там долго задержаться не смог — в команду пришли опытные мастера из «Зенита». Веденеева перевели в клубную команду, выступавшую в первенстве города.
Через некоторое время был взят в армию, служил в Мурманской области, охранял границу с Финляндией.
По возвращении из армии не надеялся продолжить карьеру футболиста, но о нём вспомнил ленинградский тренер Александр Георгиевич Фёдоров, который незадолго до этого возглавил команду узбекского города Карши. За местную команду Веденеев выступал полтора сезона, в числе его партнёров по команде были другие ленинградцы — Алексей Степанов, Александр Канищев, Виктор Безбородов, вратарь Борис Рапопорт.
Осенью 1979 года вернулся в Ленинград, вышел на Вадима Храповицкого и предложил попробовать себя в дубле «Зенита». Дебютировал в основном составе осенью 1980 года в Москве, в матче против московского «Спартака».
В сезонах 1981—1985 был одним из самых стабильных игроков «Зенита», провёл больше всех игр в команде.
C сезона 1985, вследствие конфликтов внутри команды, постепенно терял ключевую роль в «Зените». В 1987—1988 годах выступал за ЦСКА, куйбышевские «Крылья Советов», рижскую «Даугаву».
В конце 1988 года вернулся в «Зенит», но уже в середине 1989 года покинул команду.
В 1989—1991 выступал за «Кировец», будучи по сути играющим тренером. В 1991 году был назначен главным тренером «Кировца». В 1992—1993 работал главным тренером в петербургском «Локомотиве».
Поскольку предложений по продолжению тренерской деятельности не поступало, решил снова стать игроком — выступал в 1994 году за «Смену-Сатурн», в 1996—1997 — за «Динамо».
С 1999 — тренер петербургского «Динамо», в 2003—2004 — «Петротреста». Последние команды вынужден был покидать из-за их банкротства.
С 2007 тренер в футбольной школе «Зенит-84». Футбольный эксперт ряда спортивных изданий, играет в ветеранских матчах.

## Достижения
- Чемпион СССР 1984 года.
- Обладатель Кубка сезона 1985 года.
- Финалист Кубка СССР по футболу 1984 года.

## Семья
Женат. Дочь. Сын (1998 г. р.) играл за молодёжную команду ФК «Красногвардеец»,ФК «Город»,ДЮСШ «Зенит»